# Marcel Courtonne
Marcel Courtonne est un prêtre catholique, organiste et compositeur français de musique sacrée né à Nantes le 8 juin 1883 et mort dans la même ville le 12 août 1954.

## Biographie
Marcel Joseph Hippolyte Courtonne est le fils de Jean Marie Hippolyte Courtonne, archiviste d'état major, chevalier de la Légion d'honneur, et de Joséphine Alexandrine Aguesse. Il est le frère de l'abbé Yves Courtonne.
Entré au Grand séminaire de Nantes, il est ordonné prêtre le 19 juin 1906.
De mars 1907 à juillet 1909, il est organiste de chœur à la cathédrale de Nantes. Il publie deux œuvres dans Le journal des Organistes. Il suit des cours à la Schola Cantorum de Paris, ayant notamment pour enseignants Louis Vierne, Abel Decaux et Vincent d'Indy. Il devient titulaire du grand orgue de la cathédrale de Nantes en 1922, qu'il fait restaurer par la Maison Debierre-Gloton. Il fonde la revue L'organiste, en 1934, la dirigeant jusqu'en 1951.
De 1944 à 1950, il est chroniqueur musical de Ouest-France.

## Œuvre

### Publications
- Un siècle de musique à Nantes et dans la région nantaise, 1850-1950, 1953 (BNF 31976302).

### Œuvre musical

#### Orgue
- Suite élégiaque (1919)
- Six grands offertoires pour Noël
- 19 pièces faciles pour harmonium ou orgue sans pédale
- Cantilène nuptiale (1942)
- Toccata en ut mineur
- Symphonie pour Grand-Orgue (inachevée)

#### Piano
- Petite suite, piano à 4 mains
- Deux pièces pour piano (1943)

#### Vocale
- Messe solennelle en l'honneur de Notre-Dame de la Blanche (1932)
- Messe dédiée à Mgr Villepelet (1954)
- Motets pour 2 orgues, cuivres et choeur : Scimus christum Surrexine
- Sept cantiques spirituels sur les Béatitudes'
- Cinq cantiques pour Noël et en l'honneur de la Sainte Vierge

#### Autres
- Cantate aux morts de la guerre
- Méthode intuitive
- Méthode élémentaire et complète

## Hommages
- Rue Chanoine-Courtonne, Nantes

## Sources
- Jean-Marie Mayeur, Yves-Marie Hilaire, Michel Lagrée, Dictionnaire du monde religieux dans la France contemporaine - Volume 3, La Bretagne, Beauchesne, 1990